# Apamea anceps
Apamea anceps là một loài bướm đêm thuộc họ Noctuidae. Nó được tìm thấy ở khắp châu Âu tới Yakutia, Ngoại Baikal, Mông Cổ, Liban và Trung Quốc (Thiểm Tây). Nó cũng được tìm thấy ở tây bắc Châu Phi.
Sải cánh dài 35–40 mm. Con trưởng thành bay từ tháng 6 đến tháng 7.
Ấu trùng ăn các loài the flowers và leaves of nhiều loại cỏ, bao gồm Poa annua và Dactylis glomerata.

## Hình ảnh

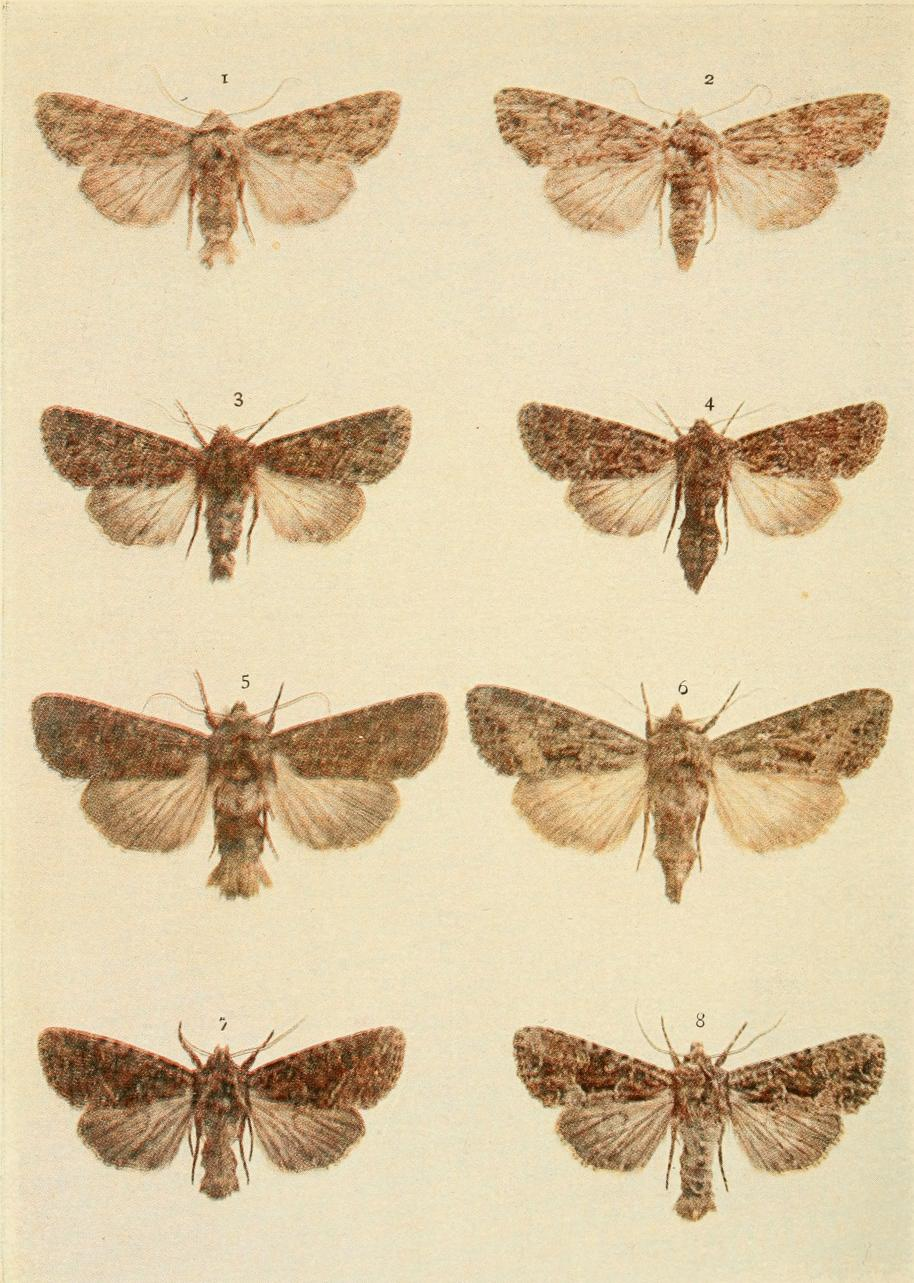